# Gale veje
Gale veje er en dansk kortfilm fra 2005, der er instrueret af Henrik Normann efter eget manuskript.

## Handling
Da Preben var ung, var han på vej ud i den store verden. Nu er han 60 og bor i huset ved siden af sin gamle mor. Han lever et stille liv med et godt job for kommunens kontrolgruppe. Indtil han lader sig forføre af en social bedrager.